# Tomáš Pavelka (politik)
Tomáš Pavelka (* 19. května 1998 Prostějov) je český politik, od roku 2020 starosta obce Mořice. V roce 2020 byl nejmladším starostou v České republice.

## Osobní život
Studoval na Arcibiskupském gymnáziu v Kroměříži s všeobecným zaměřením a v roce 2017 začal studovat na Masarykově univerzitě obor Právo a právní věda.[zdroj?] Dva roky na gymnáziu pracoval brigádně jako call operátor.[zdroj?] Od roku 2017 pracoval ve Sdružení místních samospráv se zabýval terénním mapování obcí a poté působil jako krajský manažer a pověřenec pro ochranu osobních údajů v Olomouckém kraji.[zdroj?] V roce 2018 se stal zástupcem mládeže děkanátu Prostějov,[zdroj?] funkci vykonává doposud.[kdy?] V obci Mořice je dlouhodobě aktivní, vedl rukodělný kroužek pro děti, poté se stal knihovníkem. V roce 2020 založil spolu s Vojtěchem Kapounkem společnost VK studio s.r.o., kde až do 16. března 2022 působil jako jednatel. Ve společnosti nadále[kdy?] zůstává jako společník.

## Politické působení
O politické dění v obci se zajímal od útlého věku, už jako mladý sledoval práci na obci a spolupracoval s bývalým starostou Jaroslavem Knapem. V roce 2017 vstoupil do hnutí Starostové a nezávislí jako registrovaný příznivec, ve volbách do poslanecké sněmovny pracoval jako koordinátor krajské volební kampaně.[zdroj?]
Roku 2017 také spoluzakládal krajskou organizaci Mladých starostů a nezávislých v Olomouckém kraji, kde se stal prvním předsedou krajské rady. V témže roce byl zvolen tajemníkem celostátního předsednictva Mladých starostů a nezávislých. Předsedou Mladých starostů a nezávislých se stal na sněmu 6. září 2019 v Praze, byl tak v pořadí čtvrtým předsedou spolku. Po pěti letech v čele spolku na sněmu v roce 2024 složil předčasně svůj mandát a podpořil zvolení předsedkyní spolku svou dosavadní I. místopředsedkyni Zdenu Kašparovou.
V komunálních volbách v roce 2018 kandidoval jako lídr uskupení „Volba pro Mořice“, které vyhrálo volby se čtyřmi mandáty z devíti, ale koalici nesestavilo. V rámci strany skončil jako druhý v pořadí. Dne 4. května 2020 se po vyslovení nedůvěry a odvolání starosty stal nejmladším starostou v České republice. Koalici utvořil spolu s Janem Dostálem. V roce 2022 se stal tajemníkem náměstka ministra pro místní rozvoj Radima Sršně. V komunálních volbách v roce 2022 získal jako lídr nezávislých kandidátů (Volba pro Mořice) nejvíce preferenčních hlasů v obci a zastupitelstvem byl zvolen znovu starostou obce, nejmladším starostou byl do začátku dubna roku 2025.[zdroj?]
V krajských volbách v roce 2024 neúspěšně kandidoval do zastupitelstva Olomouckého kraje ze 13. místa kandidátky Starostů pro Olomoucký kraj. Získal přes 400 preferenčních hlasů.[zdroj?]